# Bergen (Holandia Północna)
Bergen − gmina i miasto w Holandii, w prowincji Holandia Północna. Dzięki bliskości Morza Północnego miasto jest popularne wśród turystów, zwłaszcza Niemców. W 2001 r. gmina została rozszerzona o dawne gminy Egmond i Schoorl.

## Kultura
Od około 1900 roku Bergen był miastem wielu malarzy, pisarzy i architektów. Niektóre z prac "Szkoły Bergen"  są na wystawach w Muzeum  Kranenburgh. W Bergen odbywają się regularne targi sztuki, a także coroczny festiwal muzyki (Holland Music Sessions w sierpniu) i Festiwal Sztuki (Kunsttiendaagse w październiku).

## Turystyka
Na północ od miasta Bergen znajduje się Schoorlse Duinen, rezerwat przyrody z najwyższą i najszerszą wydmą Holandii, która sięga około 59 m n.p.m., i rozpiętości ponad 5 km szerokości w niektórych miejscach.
Pozostałe atrakcje w gminie Bergen to akwarium w nadmorskiej miejscowości Bergen aan Zee, Auto Union Muzeum w Bergen z kolekcją klasycznych samochodów, i muzea historyczne Het Sterkenhuis (Bergen) i Muzeum van Egmond (Egmond aan Zee).

## Podział administracyjny
W skład gminy Bergen wchodzą następujące miasta, miasteczka, wsie:
- Bergen,
- Aagtdorp,
- Bergen aan Zee,
- Bregtdorp,
- Camperduin,
- Catrijp,
- Egmond aan den Hoef,
- Egmond aan Zee,
- Egmond-Binnen,
- Groet,
- Hargen,
- Rinnegom,
- Schoorl,
- Schoorldam (częściowo),
- Wimmenum.

## Ludzie urodzeni w Bergen
- Pierre Golle (1620–1684) – stolarz i projektant
- Simeon ten Holt (ur. 1923) – kompozytor
- Saskia Noort (ur. 1967) – pisarka i dzienniarka
- Kees van Wonderen (ur. 1969) – piłkarz, obecnie skaut Ajaxu Amsterdam
- Jim Bakkum (ur. 1987) – piosenkarz i aktor